# Bahnhof Aillevillers
Der französische Bahnhof Aillevillers ist heute ein Regionalbahnhof im Département Haute-Saône und war ein wichtiger Kreuzungspunkt, der von der SNCF unterhalten wird. Die Bedienung erfolgt durch die TER Franche-Comté.

## Geschichte
Der Bahnhof wurde von den Chemins de fer de l’Est (Französischen Ostbahn) errichteten Bahnstrecke Aillevillers–Port-d’Atelier-Amance am 4. Februar 1860 eingeweiht. Durch die Anlage des Bahnhofs südlich des Ortskerns bildete sich dort eine weitere Bebauungszone. Am 24. September 1863 kam die Bahnstrecke Blainville-Damelevières–Lure hinzu, die zunächst in Aillevillers endete. Damit gab es über Port-d’Atelier-Amance sowohl eine Verbindung nach Osten zur Bahnstrecke Paris–Mulhouse als auch über Épinal nach Norden zur Bahnstrecke Paris–Strasbourg. Erst 15 Jahre später wurde diese Strecke gen Süd bis Lure vollendet sowie ergänzend nach Osten zum Bahnhof Plombières-les-Bains die Bahnstrecke Aillevillers–Plombières-les-Bains gebaut, womit die Funktion des Bahnhofes ein umfangreiches Schienenkreuz gewann. Weitläufige Gleisanlagen und mehrere Bahnsteige, die heute noch sichtbar sind, zeugen von dieser Vergangenheit.
Seit 2010 ist der Bahnhof zum Haltepunkt herabgestuft worden und besitzt im Gebäude nur noch die Funktion des Warteraumes, während zuvor auch ein Schalter mit Personal besetzt war.

## Rückbau
1978 wurde nach hundertjähriger Betriebszeit die Strecke nach Plombières wieder eingestellt, 1991 auch die nach Port-d’Atelier-Amance. Wegen der Randlage innerhalb des Départements wurde auch die Verbindung ins nördlich gelegene Département Vosges 2009 auf ein Zugpaar täglich beschränkt, während auf der Strecke gen Lure vier Verbindungen täglich angeboten werden. Entsprechend dieser Streckenschließungen ging auch die Bedeutung des Bahnhofs zurück. Insbesondere die endgültige Einstellung der Wasserzüge (Trains d’eaux) zu den Thermalbadeorten am westlichen Rand den Vogesen 2002 trugen dazu bei.

## Gebäude
Der Baukörper ist in seiner Ausführung eher schlicht, da der Bahnhof keine repräsentative Funktion besaß. Er besteht aus einem zentralen, zweigeschossigen Sandstein-Einheitsbautyp in rechteckiger Bauform mit einem traufständigen, sehr flachen Walmdach. Das dreiachsige Gebäude ist horizontal durch ein Gesimsband gegliedert, das in der Höhe der Traufunterkanten der seitlichen Anbauten verläuft. Diese beiden seitlichen Anbauten sind nur einstöckig und durch einfache Satteldächer gedeckt. Zum Hausbahnsteig hin verläuft durchgehend eine Überdachung, die von gusseisernen Säulen getragen wird.
Vor dem Gebäude befindet sich ein weitläufiger Platz, der teilweise parkähnlich bepflanzt ist. Südlich des Empfangsgebäudes an der Strecke nach Lure hin befanden sich zwei Ladegleise mit einem Güterschuppen.